# Narodni park Matobo
Narodni park Matobo tvori jedro hribovja Matobo ali Matopos, območja granitnih osamelcev in gozdnatih dolin, ki se začne približno 35 kilometrov južno od Bulawaya v južnem Zimbabveja. Hribi so nastali pred več kot dvema milijardama let, ko je bil granit prisiljen na površje; erodiral je in ustvaril gladke kitove hrbte in razpokane osamelce, posute s skalami in prepredene z goščavo vegetacije. Matopo/Matob so poimenovali Lozwi. Drugo izročilo pravi, da je prvi kralj Mzilikazi Khumalo, ko so mu domačini povedali, da se velike granitne kupole imenujejo madombo, odgovoril, morda napol v šali: »Imenovali jih bomo matobo« - isindebelska igra besed na 'plešaste glave'.
Hribi pokrivajo površino približno 3100 km2, od tega je 424 km2 narodnega parka, preostanek pa je večinoma skupnostna zemljišča in majhen delež komercialnih kmetijskih zemljišč. Park se razteza vzdolž dolin rek Thuli, Mtshelele, Maleme in Mpopoma. Del narodnega parka je namenjen kot 100 km2 velik lovski park, v katerem je veliko divjadi, vključno z belim nosorogom. Najvišja točka v hribih je rt Gulati (1549 m) tik pred severovzhodnim kotom parka.
Upravno narodni park Matobo vključuje rekreacijski park jezera Matopos, ki obsega območje okoli Hazelsidea, Sandy Spruita in jezera Matopos.
Narodni park je znotraj ekoregije bushveld južne Afrike.

## Zgodovina
Narodni park je najstarejši v Zimbabveju, ustanovljen leta 1926 kot narodni park Rhodes Matopos, zapuščina Cecila Rhodesa. Prvotne meje parka so segale daleč proti jugu in vzhodu sedanjega parka. Ta območja so bila prerazporejena za naselitev kot del kompromisa med kolonialnimi oblastmi in lokalnim prebivalstvom, s čimer je nastalo skupnostno zemljišče Khumalo in Matobo. Območje parka se je nato povečalo z nakupom kmetij World's View in Hazelside na severu.
Sedanje ime Matobo odraža pravilno ljudsko izgovorjavo območja.
Matobo Hill je bilo leta 2003 uvrščeno na seznam svetovne dediščine UNESCO. Območje »razkazuje obilico značilnih skalnih oblik, ki se dvigajo nad granitnim ščitom, ki pokriva velik del Zimbabveja«.

## Značilnosti

### Živalstvo
Narodni park Matobo ima široko raznolikost favne: 175 vrst ptic, 88 vrst sesalcev, 39 vrst kač in 16 vrst rib. Med divjadjo so beli nosorog, črna grivasta antilopa (Hippotragus niger), impala in afriški leopard. Park ima najgostejšo populacijo slednjih na svetu, zaradi številčnosti pečinarjev, ki predstavljajo 50 % njihove prehrane. Park na zahodu je bil ponovno naseljen z belimi in črnimi nosorogi, prvimi iz KwaZulu-Natala v 1960-ih in drugimi iz doline Zambezi v 1990-ih. Za obe vrsti je bil določen kot območje intenzivne zaščite, pa tudi za hijene, povodne konje, žirafe, zebre, gnuje in noje.
Narodni park Matobo ima največjo koncentracijo črnih orlov (Ictinaetus malaiensis) in gnezdečih parov teh ptic na svetu.
Limnološki raziskovalni center deluje na jezu Maleme od leta 1950 in raziskuje vrste, kot je rumena ribica, Barbus mattozi.

### Rastlinstvo
Hribovje Matobo je območje z visoko botanično raznolikostjo, saj je v narodnem parku zabeleženih več kot 200 vrst dreves, vključno z akacijo Brachystegia tamarindoides, divjo hruško Dombeya rotundifolia in akacijo Vachellia sieberiana. V parku je tudi veliko alojevega lesa, ki nastane v jedru dreves Aquilaria, potem ko se okužijo z vrsto plesni Phaeoacremonium, P. parasitica, divjih zelišč in več kot 100 vrst trav. Zabeleženih je bilo veliko vrst redkih endemičnih rastlin.

### Glive
Narodni park Matobo je dom raznolike palete gliv, ki igrajo ključno vlogo v ekosistemu. Ti organizmi, vključno s saprofitskimi in mikoriznimi vrstami, razgrajujejo organske snovi, reciklirajo hranila in podpirajo zdravje rastlin s simbiotskimi odnosi. Glive izboljšujejo rodovitnost in strukturo tal ter prispevajo k stabilnosti edinstvenih granitnih pokrajin parka. Poleg tega služijo kot pomemben vir hrane za različne žuželke in male sesalce, kar še dodatno bogati biotsko raznovrstnost parka. Nekatere vrste gliv, ki jih najdemo v parku, nabirajo in uživajo tudi lokalne skupnosti, kar kaže na njihov kulturni in ekološki pomen. Prisotnost gliv poudarja medsebojno povezanost flore in favne v tem ekološko bogatem okolju.

## Geografija in geologija
Hribovje Matobo je v celoti sestavljeno iz granita, ki tvori batolit Matopos. Granit prepereva v fantastične oblike, kot so skale, znane kot Mati in otrok. Med granitnimi gorami se oblikujejo ozke doline. To so pogosto močvirne doline, znane kot dambos ali vleis, zaradi odtoka z gora Wholeback. Te doline tvorijo izvire rek Maleme, Mpopoma in Mtsheleli, izvir reke Thuli pa je vzhodno od parka.

## Arheološka, zgodovinska in kulturna najdišča
Ljudstvo San (Grmičarji) je živelo v hribih pred približno 2000 leti in za seboj pustilo bogato dediščino v stotinah skalnih poslikav. Registriranih je več kot 3000 najdišč skalnih poslikav, glavna obdobja poslikav pa so med letoma 320 in 500 n. št. V številnih razpokah in jamah so našli glinene peči in druge zgodovinske artefakte, različne arheološke najdbe pa segajo vse do predsrednje kamene dobe, približno 300.000 let pred našim štetjem. Za turistični dostop so bila urejena naslednja večja najdišča:
- Jama Bambata je pomembno arheološko najdišče,[18] in je na zahodu narodnega parka, severno od lovišča na cesti Kezi-Bulawayo. Friz vključuje slone, žirafe, bradavičarje, tsessebe in mungose.[19]
- Jama Inanke ima najobsežnejše poslikave, ki so v oddaljeni jami, do katere se lahko sprehodi s triurnim pohodom od jezu Toghwana. Ob poti pohoda je peč iz železne dobe.

- Jama Nswatugi vsebuje frize žiraf, slonov in kudujev. Dostop je s krožne ceste, zahodno od jezu Maleme. Tukaj so našli človeško okostje iz leta 42.000 pr. n. št., ki pripada srednji kameni dobi.
- Jama Pomongwe v bližini jezu Maleme je bila poškodovana med poskusom ohranjanja leta 1965, pri čemer so na poslikave nanesli laneno olje.[20] Arheološka izkopavanja v jami in po pobočju navzdol so razkrila 39.032 kamnitih orodij, več ognjišč, glavna kurišča pa so bila v središču jamskega dna. Fragmenti kosti so pokazali, da je daman predstavljal pomemben del mesne sestavine prehrane zgodnjih človeških prebivalcev jame, med katerimi so bile tudi želve, pavijani in večje divje živali. Najstarejši material na najdišču je verjetno iz obdobja pred srednjo kameno dobo.[21]
- Zavetišče belih nosorogov je majhno najdišče v bližini parka Gordon, ob glavni asfaltirani cesti skozi park. Friz vključuje obris velikih nosorogov, kar naj bi navdihnilo ponovno naselitev vrste v 1960-ih.

Veličina in mirnost hribov sta prispevali k njihovemu svetemu slovesu, zlasti med ljudstvi Šona in Ndebele. V hribih se izvajajo številni obredi in druge verske dejavnosti. Pred kolonialno dobo je bil to sedež spiritualističnega oraklja Mlimo.
Hribi so bili prizorišče znamenite indabe med belimi naseljenci in voditelji Ndebele leta 1896 – druge vojne Matabele, v Zimbabveju znane kot prva čimurenga – ki se je končala z atentatom na Mlimo, ki ga je v eni od jam Matobo ubil ameriški skavt Frederick Russell Burnham. Ko je Cecil Rhodes izvedel za smrt Mlimoja, je pogumno sam in neoborožen vstopil v to trdnjavo Ndebelejev in prepričal impije, naj odložijo orožje. Med indabo se je prav v teh hribih Robert Baden-Powell, ustanovitelj skavtstva, prvič naučil lesarstva, osnov skavtstva, od Burnhama. Danes je veliko keramike in artefaktov, najdenih na jamskih tleh, in večina glinenih žitnih zabojnikov v hribih ostanki iz obdobja upora leta 1896. Obstajajo tudi drugi opomniki – bronaste plošče, posejane po območju, označujejo mesta oboroženih utrdb ali kratkih spopadov.
Cecil Rhodes, Leander Starr Jameson in več drugih vodilnih zgodnjih belih naseljencev, vključno z Allanom Wilsonom in vsemi člani patrulje Shangani, ki so padli v prvi vojni Matabele, so pokopani na vrhu Malindidzimuja, »hriba duhov« – to je v sodobnem Zimbabveju velik vir polemik, saj ga nacionalisti in avtohtone skupine smatrajo za sveti kraj. Ta hrib se imenuje tudi razgledna točka World's View. (Ne smemo ga zamenjevati s razgledno točko World's View, Nyanga). Mzilikazi je tudi pokopan na hribu Matopos.
V parku je dostopno spominsko svetišče, ki ga je postavil Spominski red pločevinastih klobukov (MOTH), organizacija, ki si prizadeva obeležiti žrtvovanje rodezijskih vojakov in vojakinj med prvo in drugo svetovno vojno.

## Namestitev in kampiranje
Kamp Maleme; to je glavni kamp v središču parka in gosti sedež parka. Vse nastanitvene enote so samooskrbne. Na voljo je osemnajst koč in šest brunaric, prve so popolnoma opremljene, druge pa imajo skupne sanitarije in nimajo posode ali jedilnega pribora. Tri koče, Imbila, Črni orel in Ribji orel, ponujajo razgled na sotesko Maleme. Koča Imbila ponuja višji standard razkošja z lastnimi kopalnicami in tikovim pohištvom. Kampi in prikolice so ob vzhodni obali jezu Maleme.
Kamp Mtsheleli je na jugu, ponuja kampe in prikolice.
Kamp Mwesilume je na krožnem cestnem prometu, zahodno od jezu Maleme, ponuja kampe in prikolice.
Kamp Toghwana: ta kamp je na vzhodu, ponuja kampe in prikolice.
Arboretum kamp; ta kamp na zahodu rekreacijskega parka ob jezeru Matopos, v bližini pisarne Hazelside, in ponuja kampe in avtodome.
Kamp Sandy Spruit, ta kamp na vzhodu rekreacijskega parka ob jezeru Matopos in ponuja kampe in avtodome.
Kamp ob jezeru Matopos; ta kamp na severu rekreacijskega parka ob jezeru Matopos in ponuja kampe in avtodome.
Zasebni kampi in kampi
Združenje skavtov Zimbabveja upravlja kamp z imenom Gordon Park na severu doline Mtsheleli. Park Gordon je 115 ha velik najemnik od Uprave za parke in upravljanje divjih živali ter je vzdrževan, kolikor je le mogoče, v naravnih razmerah. Poleg kampov za skavtske čete je na voljo tudi majhna koča.[34] Združenje skavtov vodnic Zimbabveja vzdržuje kamp v parku Rowallan na severu doline Mtsheleli.
Kamp Big Cave je zasebni kamp, ki meji na narodni park Matobo. Kamp ponuja namestitev s štirimi zvezdicami v sedmih granitnih kočah pod slamnato streho in ločenih kampirnih prostorih drugje na posestvu. Ponujene aktivnosti vključujejo vožnjo z avtomobili, sprehode med živalmi, opazovanje ptic, oglede znanih galerij skalne umetnosti in oglede groba Rhodes. Posestvo Big Cave meri približno 2000 hektarjev (8,1 km2) in je idealno za sprehode in opazovanje ptic. Na voljo so naravni skalni bazen za plavanje, bar in jedilnica Leopards Lair, ki v stavbo vključuje ogromen granitni balvan, ter ločeno knjižnico.
Kamp Amalinda in Matobo Ingwe Lodge sta komercialni koči.

## Turizem
Dostop po cesti iz Bulawaya: V središču mesta se peljite po Robert Mugabe Way; ta se spremeni v cesto Matopos, ki se nadaljuje proti jugu približno 30 km do meje parka. To je dvopasovna asfaltirana cesta. Enopasovna asfaltirana cesta se nadaljuje do jezu Maleme in počivališča. Preostale ceste v parku so makadamske ali zemeljske, vendar primerne za večino vozil. Vendar pa je za dostop do jezu Toghwana v deževnem obdobju morda potreben štirikolesni pogon.
Do parka je mogoče priti tudi iz Gwande: po cesti Thuli-Makwe proti Keziju in zaviti proti severu na glavno cesto Kezi-Bulawayo.

### Opazovanje divjadi
Po parku je mogoče videti nekaj divjadi, redno pa se pojavljajo beli nosorogi, antilope in impale. Najboljše opazovanje pa je mogoče v 105 km2 velikem lovišču Game Park, na zahodu narodnega parka. Park, znan tudi kot Whovi ali Hove Wild Area, je bil ustanovljen z živalmi, preseljenimi iz obmejnih območij narodnega parka Hwange. Ponovno so ga naseljevali z belimi in črnimi nosorogi. Druge živali, ki jih je mogoče videti, so antilope, žirafe, zebre, impale, gnuji in noji. Ob redkih priložnostih lahko obiskovalci pozno popoldne do zgodnjega večera opazijo leoparda, številne noči pa moti hrup pavijanov, ki kričijo zaradi napadov leopardov. Na voljo sta dve opazovalnici divjadi.

### Pohodništvo
Matobo ima s svojo pokrajino, podnebjem in varnim okoljem številne pohodniške poti. Krajši pohodi in sprehodi so:
- Sprehod ob jezeru, jez Maleme, od koče Fish Eagle
- Gora Pomongwe, blizu tabora Maleme
- Od tabora Maleme do skalnih poslikav v jami Pomongwe[38]

Daljši pohodi so:
- Vzpon na goro Shumbashawa, blizu parka Gordon
- Vzpon na goro Nyahwe
- Pohod od jezu Toghwana do jame Inanke in skalnih poslikav.[38]
- Spremljevalni pohodi z oboroženim lovskim izvidnikom so na voljo v počivališču Maleme[27]